# كيث هينريتش
كيث هينريتش (بالإنجليزية: Keith Heinrich)‏ هو لاعب كرة قدم أمريكية أمريكي، ولد في 19 مارس 1979 في هيوستن في الولايات المتحدة.

## وصلات خارجية
- كيث هينريتش على موقع مرجع كرة القدم المحترفة.كوم (الإنجليزية)
- كيث هينريتش على موقع JustSportsStats.com (الإنجليزية)